# Раудускуланские ворота
Раудускуланские ворота, Porta Raudusculana — ворота Сервиевой стены древнего Рима. Марк Теренций Варрон пишет, что название ворот пошло от слова «бронза», возможно, они были укреплены бронзовыми пластинами, Валерий Максим пишет о бронзовых рогах, прикреплёных на воротах в честь претора Генуция Кипа (Genucius Cipus). В районе XII Рима находилась улица vicus portae R(a)udusculanae, что доказывает местонахождение ворот в западной части Авентина.